# هنري ريد (لاعب كرة قدم أمريكية)
هنري ريد (بالإنجليزية: Henry Reed)‏ هو لاعب كرة قدم أمريكية أمريكي، ولد في 15 يناير 1948 في ديترويت في الولايات المتحدة.

## وصلات خارجية
- هنري ريد على موقع مرجع كرة القدم المحترفة.كوم (الإنجليزية)
- هنري ريد على موقع JustSportsStats.com (الإنجليزية)